# 折列藍灰蝶
折列藍灰蝶(学名：Zizina otis），又名灰草幻蝶、小小灰蝶、臺灣小小灰蝶、臺灣小型小灰蝶、微小灰蝶、山馬蝗灰蝶、寬邊小紫灰蝶，为灰蝶科毛眼灰蝶屬下的一个种。

## 分布
本種於東洋區與澳洲區廣泛可見。

## 生態習性
本種幼蟲可以多種豆科植物，如蠅翼草、假地豆、穗花木藍、三葉木藍等為食，一年多世代。